# Nautica (nave da crociera)
Nautica è una nave da crociera costruita nel 1999 dai Chantiers de l'Atlantique a St.Nazaire, in Francia per la compagnia di crociere Reinassance Cruises fallita per colpa delle difficoltà finanziarie causate dagli Attentati dell'11 settembre 2001.
Dal 2005 fa parte della compagnia crocieristica Oceania Cruises.
Al 9 maggio 2021 si trova a Piombino, in Italia a causa della pandemia di COVID-19, che costringe tutte le navi da crociera a rimanere disarmate, eccetto alcune che operano con le precauzioni per evitare la diffusione del contagio.

## Concetto e costruzione
Nautica è la quinta nave di una classe composta da otto navi da crociera gemelle costruite fra il 1998 e il 2001 ai Chantiers de l'Atlantique di Saint-Nazaire, in Francia per conto di Reinassance Cruises.
La chiglia è stata posata il 22 marzo 1999, il varo è avvenuto il 31 luglio 1999, e la nave è stata completata il 7 gennaio 2000.
La costruzione è stata molto rapida dato che è durata meno di un anno.

## Servizio

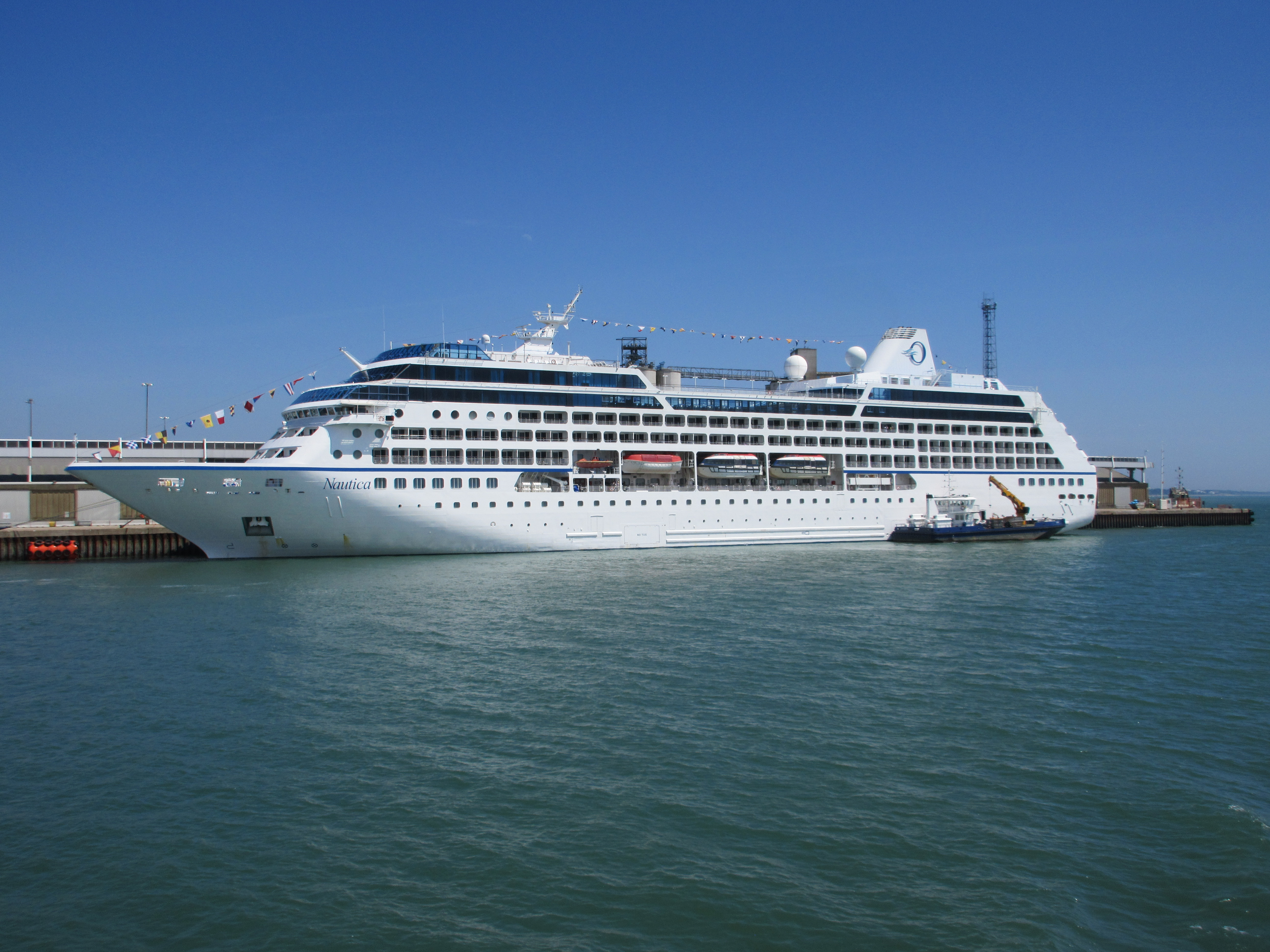
Nautica attraccata a Southampton nel 2017.

Il 1º febbraio 2000 la R Five è entrata in servizio per conto di Renaissance Cruises eseguendo crociere nel Mediterraneo. Rimase in servizio fino al 25 settembre 2001, quando la Renaissance Cruises fu dichiarata fallita a causa delle difficoltà finanziarie causate dagli Attentati dell'11 settembre. Insieme a sei delle sue navi gemelle, la R Five fu disarmata a Gibilterra.
Nel dicembre del 2001 è stata venduta alla francese CruiseInvest e insieme alle sue gemelle è stata trasferita a Marsiglia, in Francia.
Dal giugno 2002, la R Five è stata noleggiata alla Pullmantur Cruises con sede in Spagna ed eseguendo crociere per il mercato spagnolo. In servizio con Pullmantur è stata commercializzata con il nome Blue Dream, ma il suo nome registrato è rimasto invariato. R Five ha lasciato il servizio con Pullmantur nel 2004.
Nel novembre 2005 la R Five è rientrata in servizio quando è stata noleggiata per Oceania Cruises e ribattezzata Nautica. Il 30 novembre 2008 la Nautica stava navigando da Safaga, in Egitto, a Salalah, in Oman, nella zona di protezione della sicurezza marittima istituita nel Golfo di Aden a causa dei persistenti attacchi dei pirati nell'area, quando verso le 9:28 AM UTC + 3 la nave incontrò due pirati somali skiff. Il capitano Jurica Brajcic ordinò alla nave di effettuare manovre evasive e di salpare a velocità di fianco. Nautica è stata in grado di superare i suoi aggressori, nonostante alcune difficoltà. Nessuno dei 684 passeggeri o dei 401 membri dell'equipaggio a bordo è rimasto ferito nell'attacco. Dopo l'attacco la Nautica procedette normalmente al suo successivo porto di scalo programmato.
Il 20 settembre 2018, durante la tempesta Ali, Nautica si è liberata dai suoi ormeggi a Greenock in Scozia al culmine della tempesta lasciando i vacanzieri bloccati in porto.
A giugno 2020 Nautica ha subito un profondo restyling interno come parte del programma OceaniaNEXT da 100 milioni di dollari della società.

## Caratteristiche

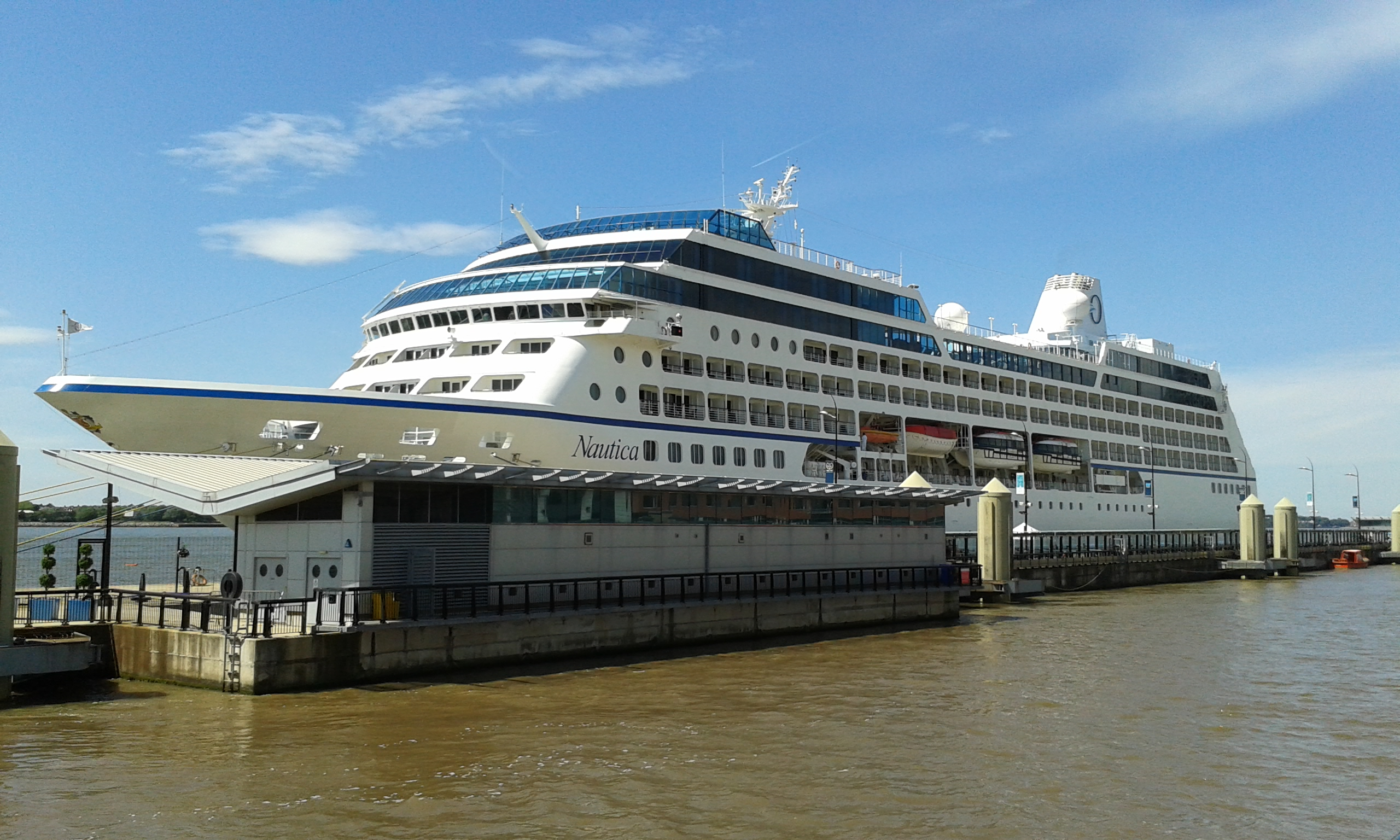
Nautica a Liverpool nel 2015.

Nautica è una nave da crociera lunga 181 metri, larga 25 ed è in grado di trasportare 803 passeggeri, possiede 4 motori Wärtsilä 12V32 13500 KW che la fanno andare a 18 nodi.
Nautica ha 7 gemelle che condividono tutte le stesse caratteristiche.

## Navi gemelle
- Insignia
- Sirena
- Regatta
- Pacific Princess
- Azamara Pursuit
- Azamara Journey
- Azamara Quest